# Ley de Seguridad Interior (México)
La Ley de Seguridad Interior es un conjunto de normas impulsadas por los miembros del poder legislativo mexicano. Dicha ley regula el uso de las Fuerzas Armadas en el combate a la delincuencia. Antes, durante y después de su discusión y aprobación expertos, colectivos ciudadanos, organizaciones de derechos humanos y la Organización de las Naciones Unidas alertaron de los riesgos de la ley. 
Luego de dar trámite a las acciones de inconstitucionalidad de esta ley planteadas por organismos como la Comisión Nacional de Derechos Humanos (CNDH), el Instituto Nacional de Transparencia, Acceso a la Información Pública y protección de Datos Personales, legisladores y organizaciones diversas, la ley pasó al pleno de la Suprema Corte de Justicia de la Nación del país, donde se declaró su inconstitucionalidad el 15 de noviembre de 2018 lo que dará paso a su derogación. 

## Antecedentes
En 2016, el senador Roberto Gil Zuarth del Partido Acción Nacional (PAN) y los diputados Martha Sofía Tamayo y César Camacho Quiroz del Partido Revolucionario Institucional (PRI) presentaron en sus respectivas cámaras propuestas sobre la regulación de la seguridad interior.
La "Guerra contra el narcotráfico" en México fue implementada por el presidente Felipe Calderon (PAN) en el 2006 y ha dejado más de 170.000 muertos y más de 25.000 desaparecidos. Los avances en la aprobación de la norma se producen también en un momento en que México registra los índices de violencia más altos de su historia reciente, superiores a los de 2006, cuando Calderón inició la guerra contra el crimen organizado. En octubre se registraron 2.764 asesinatos, en el peor mes desde que se tienen datos oficiales. A falta de contabilizar los meses de noviembre y diciembre, se han producido 23.968, lo que aventura que 2017 cerrará como el año más violento que se recuerda hasta la fecha.

## Aprobación

### Cámara de Diputados
El 30 de noviembre de 2017 en una sesión de cinco horas, con una votación de 248 diputados a favor, 115 en contra y 48 abstenciones la Cámara de Diputados aprobó, en lo general y particular, el dictamen Ley de Seguridad Interior.

### Cámara de Senadores
La propuesta impulsada por el PRI una vez aceptada en la Cámara de Diputados se turnó a la cámara de senadores para su análisis. El 13 de diciembre de 2017 fue analizado el dictamen por parte de las comisiones unidas de Gobernación, Defensa Nacional, Marina, Estudios Legislativos y aprobado para su discusión en el pleno.
Durante la madrugada del 15 de diciembre de 2017, después doce horas en debate, fue aprobada por 76 votos a favor, 44 en contra y 3 abstenciones con algunas modificaciones por lo que se envió nuevamente a la cámara de diputados. Quienes el mismo día en rápida votación con 262 votos en favor y 25 en contra aprobaron las modificaciones realizadas por el senado y fue dirigida al ejecutivo federal para su promulgación.

### Promulgación
El 21 de diciembre de 2017. Enrique Peña Nieto, como jefe del ejecutivo anunció durante su participación en el Consejo Nacional de Seguridad Pública que la ley fue promulgada pero que no hará uso de ella y esperara hasta que la Suprema Corte de Justicia avale o no su constitucionalidad.

## Reacciones
El representante del Alto Comisionado de la Organización de las Naciones Unidas en México, Jan Jarab, expresó su preocupación por la aprobación de la ley.
Entre las reacciones que ha generado la aprobación se encuentran protestas y el teñido de fuentes de color rojo.

### Amparos
El 14 de mayo de 2018 los jueces Fernando Silva García y Karla María Macías Lovera dieron tres sentencias de amparo presentadas por ciudadanos y organizaciones de la sociedad civil contra esta ley, al considerar que su vaguedad e imprecisión en los roles que el ejército o la marina mexicanas pueden tener en el marco de sus acciones como fuerzas de seguridad pública "generan un efecto inhibidor al ejercicio de los derechos de acceso a la información, libertad de expresión, reunión, asociación, privacidad, protección de datos personales" además de que la presencia permanente de estas fuerzas militares podrían generar un efecto amedrentador en la ciudadanía.